# Encruphion sericina
Encruphion sericina là một loài bướm đêm trong họ Erebidae.